# تپه خوریان ۲
تپه خوریان ۲ مربوط به هزاره اول - دوران‌های تاریخی پس از اسلام است و در شهرستان شاهرود، روستای خوریان واقع شده و این اثر در تاریخ ۲۵ اسفند ۱۳۷۹ با شمارهٔ ثبت ۳۰۴۵ به‌عنوان یکی از آثار ملی ایران به ثبت رسیده است.